# Csontaháza
Csontaháza (románul Ciuntești) falu Romániában, a Partiumban, Arad megyében.

## Fekvése
A Béli-hegység nyugati része alatt, Béltől északkeletre, a Szartos felső völgyében, Pusztahodos és Bélkismaros közt fekvő település.

## Története
A falu nevét 1587-ben említette először oklevél Chiontahaza alakban. 1692-ben Csontaháza, 1808-ban Csontaháza ~ Csontaházi-Valány, 1888-ban és 1913-ban Csontaháza néven írták.
A település egykori birtokosa a nagyváradi latin szertartású püspök volt még a 20. század elején is.
1910-ben 402 lakosából 396 román, 4 fő magyar volt. Ebből 398 fő görögkeleti ortodox, 4 izraelita volt.
A trianoni békeszerződés előtt Bihar vármegye Béli járásához tartozott.
A 2002-es népszámlálás szerint 187 lakója közül mindenki román nemzetiségű volt.

## Nevezetességek
- Görögkeleti temploma 1780-ban épült.